# Naegleria fowleri
Naegleria fowleri è un protista, in una delle sue fasi esteriormente affine a un'ameba, che vive in acqua dolce a temperature variabili, incistandosi sotto i 10 ºC e sviluppandosi al meglio in acque tiepide fino a 42 °C. Come tutti gli appartenenti al phylum Percolozoa ha alcune affinità esteriori con i flagellati, alternando alle fasi ameboidi fasi flagellate. Si tratta di un organismo a vita libera che occasionalmente può parassitare i vertebrati, principalmente mammiferi, ed è soprannominato "ameba mangia-cervello".
Nell'uomo un'infezione da N. fowleri può causare una malattia estremamente grave e in altissima percentuale letale: la meningoencefalite amebica primaria (PAM o PAME) che colpisce il sistema nervoso centrale e ha un andamento assai rapido: se non diagnosticata e curata celermente, conduce infatti alla morte nell'arco di una settimana.

## Ciclo biologico

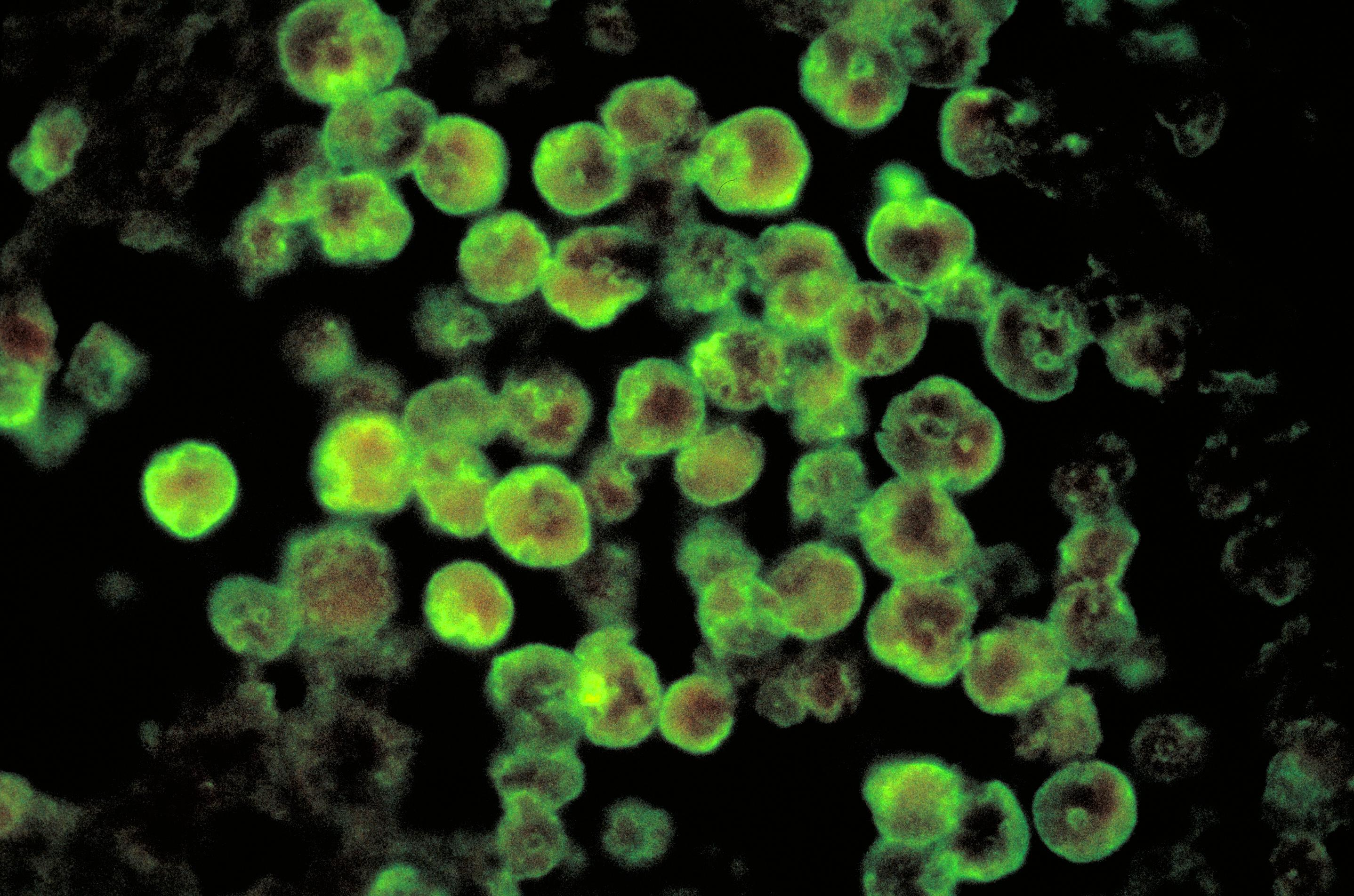
Naegleria fowleri osservata in microscopia a fluorescenza dopo una colorazione con anticorpi specifici marcati (immunofluorescenza diretta).

Ha un ciclo di vita molto semplice: vive generalmente come forma amebica di 20 μm circa, in fanghiglie acquose: se le condizioni ambientali diventano inospitali, per esempio a causa dell'abbassamento della temperatura, si trasforma in una cisti mononucleata che può sopravvivere a lungo in attesa di condizioni migliori. Nell'acqua libera, se le caratteristiche ambientali divengono sfavorevoli, per esempio a causa dell'aumento di salinità o della scarsità di nutrienti, la forma amebica si trasforma in una forma biflagellata un po' più piccola, mononucleata e molto attiva negli spostamenti alla ricerca di habitat migliori.

## Patogenesi
In alcuni casi può diventare altamente patogena per l'uomo, causando la meningoencefalite amebica primaria (PAM). Quando l'uomo utilizza raccolte d'acqua in cui siano presenti le forme biflagellate, qualora l'acqua giunga accidentalmente all'interno delle cavità nasali, queste forme possono penetrare attraverso la mucosa olfattiva seguendo un gradiente di temperatura a loro favorevole e risalire lungo le fibre del nervo olfattivo in cavità cranica attraverso la lamina cribrosa dell'osso etmoide, fino ad arrivare, attraverso i bulbi olfattivi, al cervello. Qui, in condizioni ottimali di temperatura e di nutrienti, i parassiti si moltiplicano molto attivamente e rapidamente, nutrendosi del tessuto nervoso cerebrale dopo digestione enzimatica. Le lesioni necrotico-emorragiche della malattia la rendono letale in misura superiore al 90% dei casi.
L'infezione umana viene contratta nuotando in fiumi o laghi – soprattutto se la temperatura dell'acqua è relativamente elevata – e mediante lavaggio con acque infette delle cavità nasali a scopo igienico o rituale. Anche il nuoto in piscina costituisce un fattore di rischio se le acque e i filtri della stessa non vengono puliti con accuratezza e regolarità: per prevenire la diffusione del Naegleria fowleri è fondamentale un'adeguata clorazione dell'acqua (in genere una concentrazione di cloro di 0,5 mg/l è un presidio profilattico sufficiente).

## Patologia, diagnosi e controllo
La meningoencefalite amebica primaria è caratterizzata da febbre, alterazione del sensorio, nausea, vomito, cefalea e segni neurologici focali. Il quadro può evolvere rapidamente a coma e morte. La diagnosi si basa sull'isolamento dell'ameba dal liquido cefalorachidiano o spesso da materiale autoptico. Non esiste un protocollo terapeutico standard, sebbene alcuni farmaci sembrano avere buon effetto come l'amfotericina B, antifungo attivo su Naegleria fowleri. Tuttavia i pazienti sopravvissuti sono in tutto meno di una decina. L'infezione da Naegleria fowleri sembra essere un evento raro. In Italia è stato finora segnalato un unico caso.
Nel 2013 è stata utilizzata una terapia sperimentale, efficace però solo in caso di diagnosi precoce e che ha salvato una paziente di 12 anni, comprendente: induzione del coma farmacologico, ipotermia indotta e somministrazione di un cocktail di farmaci, tra cui l'amfotericina B. Dal 1962 al 2013 ci sono stati 130 casi nel Nordamerica in cui solo tre pazienti, due statunitensi e un cittadino messicano, sono sopravvissuti all'infezione dell'ameba, talvolta riportando danni permanenti. Con un tasso di mortalità del 97%, la meningoencefalite amebica primaria da Naegleria fowleri è una delle malattie infettive più aggressive.